# Provinz Cercado (Tarija)
Cercado ist eine Provinz im zentralen Teil des Departamento Tarija im südamerikanischen Anden-Staat Bolivien.

## Lage
Die Provinz Cercado ist eine von sechs Provinzen im Departamento Tarija. Sie liegt zwischen 21° 15' und 21° 51' südlicher Breite und zwischen 64° 20' und 65° 00' westlicher Länge.
Die Provinz grenzt im Nordwesten an die Provinz Eustaquio Méndez, im Südwesten an die Provinz José María Avilés, im Süden an die Provinz Aniceto Arce, und im Osten an die Provinz Burnet O’Connor.
Die Provinz erstreckt sich über eine Länge von 80 Kilometern in Nord-Süd-Richtung und über 80 Kilometer in Ost-West-Richtung.

## Geographie
Die Provinz Cercado liegt günstig zwischen den verschiedenen Klimazonen des Landes, am Rande der Anden auf rund 1.900 m ü. NN., so dass meist mildes und angenehmes Wetter herrscht. In der Regenzeit zwischen Dezember und Februar (Sommermonate) kommt es häufig zu wolkenbruchartigen Gewittern. Der Rest des Jahres ist ausgesprochen niederschlagsarm (siehe Klimadiagramm Tarija).
Durch die jahrhundertelange Rodung ist die Landschaft erodiert und die Stadt von einer vegetationsarmen Bergkette umrahmt. Im Umland der Stadt wird viel Landwirtschaft betrieben, darunter auch der expandierende Weinbau. Große Bedeutung für die Region nimmt das außerhalb der Provinz geförderte Erdgas ein.
Auf dem Gebiet der Provinz Cercado befindet sich der Stausee Lago San Jacinto, der auch ein beliebtes Ausflugsziel darstellt. Außerdem ist dort das Messegelände angesiedelt. Einmal im Jahr findet dort die große Gewerbe- und Handelsausstellung ExpoSur (auch FexpoSur genannt) statt.

## Bevölkerung
Die Einwohnerzahl der Provinz Cercado ist in den vergangenen drei Jahrzehnten auf mehr als das Doppelte angestiegen:
| Jahr | Einwohner | Quelle       |
| ---- | --------- | ------------ |
| 1992 | 108 241   | Volkszählung |
| 2001 | 153 457   | Volkszählung |
| 2012 | 205 346   | Volkszählung |
| 2024 | 238 942   | Volkszählung |

99,4 Prozent der Bevölkerung sprechen Spanisch, 11,5 Prozent Quechua, 2,4 Prozent Aymara, und 0,2 Prozent Guaraní. (1992)
26,0 Prozent der Bevölkerung haben keinen Zugang zu Elektrizität, 39,4 Prozent leben ohne sanitäre Einrichtung (1992).
12,2 Prozent der Erwerbstätigen arbeiten in der Landwirtschaft, 0,1 Prozent im Bergbau, 11,5 Prozent in der Industrie, 76,2 Prozent im Dienstleistungssektor (2001).
89,6 Prozent der Einwohner sind katholisch, 6,3 Prozent sind evangelisch (1992).
Weitere Daten finden sich auf der Seite des Municipio Tarija (siehe unten).

## Gliederung
Die Provinz besteht – im Gegensatz zu den meisten angrenzenden Provinzen – aus nur einem Verwaltungsbezirk (bolivianisch „Municipio“):
- 06-0101 Municipio Tarija – 238.942 Einwohner

## Ortschaften in der Provinz Cercado
- Municipio Tarija
  - Tarija 179.528 Einw. – Portillo 2197 Einw. – San Mateo 1735 Einw. – San Andrés 1593 Einw. – Guerra Huayco 1496 Einw. – Turumayo 1253 Einw. – Tolomosa Grande 936 Einw. – Lazareto 795 Einw. – La Pintada 646 Einw. – Monte Sud 638 Einw. – Compuerta 598 Einw. – Santa Ana La Vieja 477 Einw. – Yesera Norte 442 Einw. – Yesera Centro 363 Einw. – Monte Centro 308 Einw. – San Agustín Sur 181 Einw. – España Sur 174 Einw. – Junacas Sur 107 Einw. – Junacas Norte 66 Einw.